# Запрудное (Саратовская область)
Запрудное — село в Питерском районе Саратовской области, административный центр сельского поселения Орошаемое муниципальное образование.

## География
Село расположено в Низком Заволжье, в пределах Сыртовой равнины, относящейся к Восточно-Европейской равнине, при вершине балки Третья Куба, у пруда Чижов (бассейн реки Солёная Куба), на высоте около 70 метров над уровнем моря. Рельеф местности равнинный, практически плоский, имеет незначительный уклон в северо-западном направлении. Село окружено полями. Почвы каштановые солонцеватые и солончаковые.
По автомобильным дорогам расстояние до районного центра села Питерка — 33 км (24 км по прямой), до областного центра города Саратов — 200 км.

## История
Основано в 1928 году как центральная усадьба совхоза № 5. После 1930 года совхоз № 5 был реорганизован в мясосовхоз № 97 «Рот Фронт». Совхоз № 97 относился к Краснокутскому, с 1935 года — к Экгеймскому кантону АССР немцев Поволжья. В 1934 году посевная площадь совхоза составляла 7,2 тысяч га.
28 августа 1941 года был издан Указ Президиума ВС СССР о переселении немцев, проживающих в районах Поволжья. Немецкое население было депортировано. После ликвидации АССР немцев Поволжья совхоз № 97, в составе Экгеймского (с 19 мая 1942 года Комсомольского) района отошел к Саратовской области. В 1959 году перечислен в Питерский район, впоследствии известен как поселок центральной усадьбы совхоза «Орошаемый». В 1984 году переименован в село Запрудное.

## Население
Динамика численности населения по годам:
| Годы      | 1987 | 2002 |
| --------- | ---- | ---- |
| Население | ≈640 | 773  |

| 2002 | 2010 |
| ---- | ---- |
| 774  | ↘698 |

Национальный состав
Согласно результатам переписи 2002 года большинство населения составляли русские (50 %) и казахи (32 %).